# Eliza Orzeszkowa

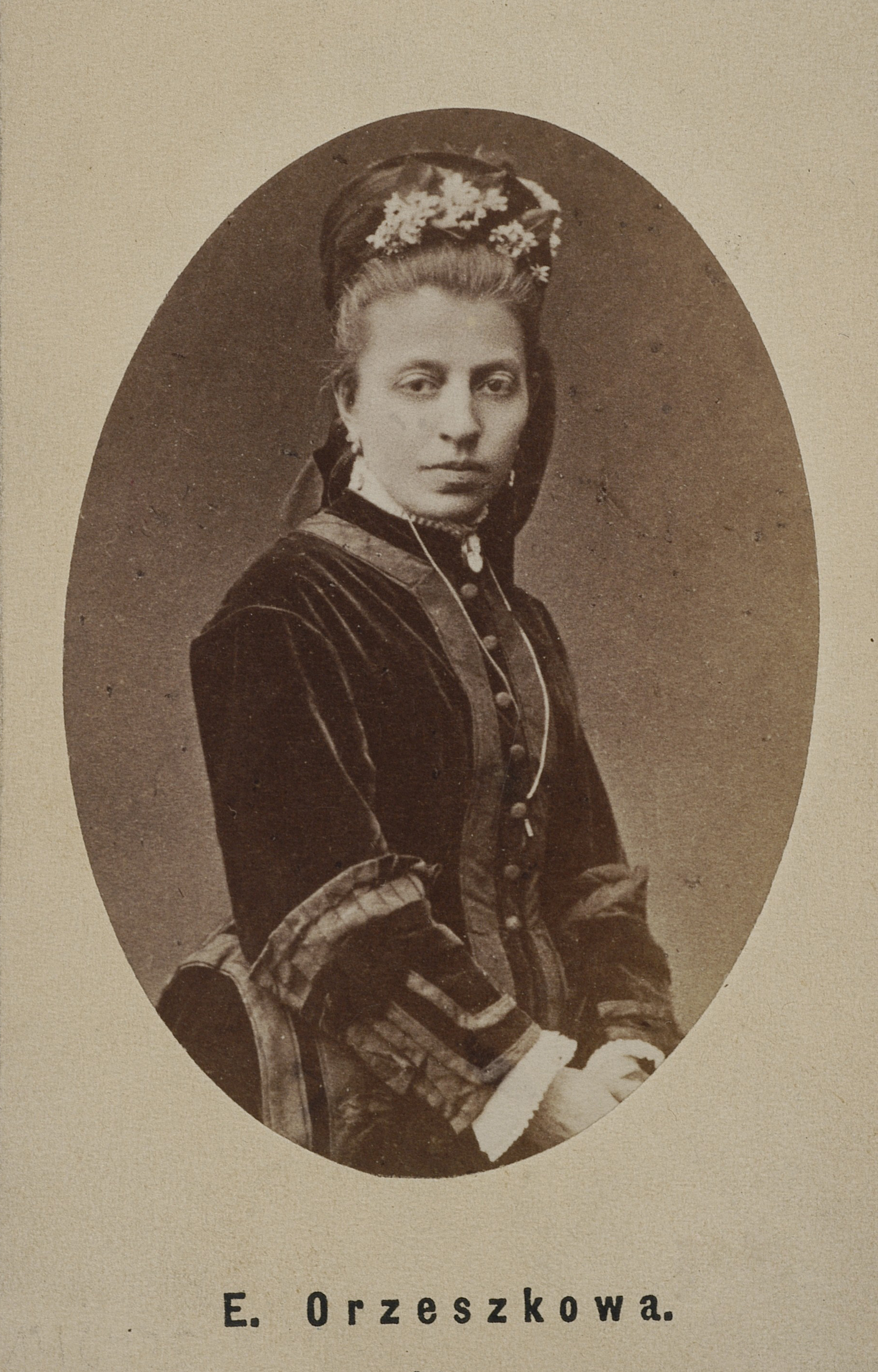
Eliza Orzeszkowa, ca. 1865

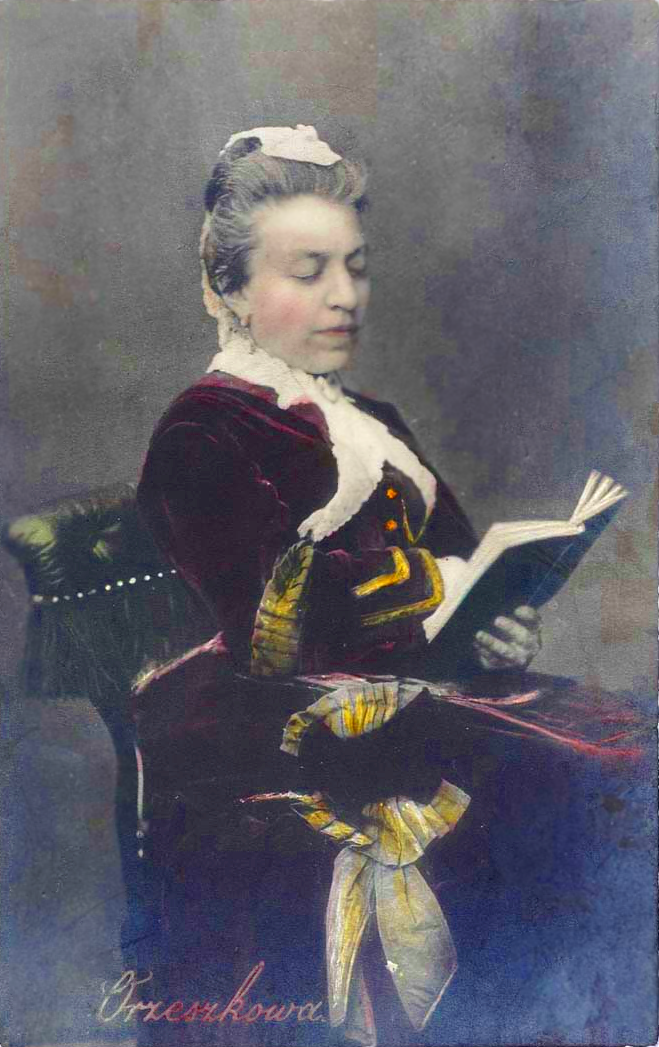
Eliza Orzeszkowa auf einer anonymen Fotografie von 1904

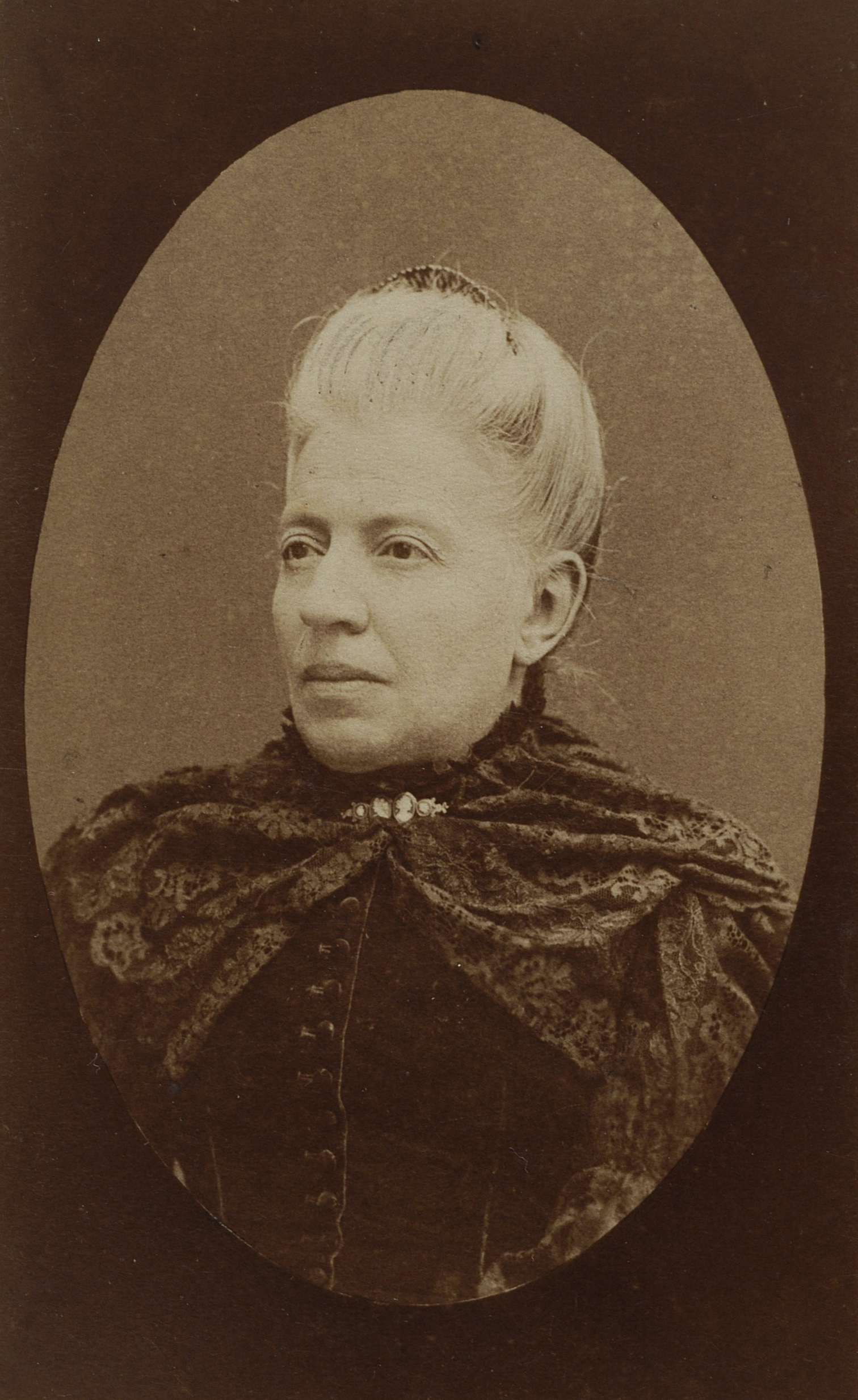
Eliza Orzeszkowa, ca. 1894

Eliza Orzeszkowa (* 25. Maijul. / 6. Juni 1841greg. in Milkowszczyzna, Gouvernement Grodno, Russisches Kaiserreich als Elżbieta Pawłowska; † 5. Maijul. / 18. Mai 1910greg. in Grodno) war eine polnische Schriftstellerin. Sie war eine bedeutende Vertreterin des Polnischen Positivismus.

## Leben
Eliza war Tochter eines adligen Grundbesitzers. Nach dem Tod des Vaters siedelte die Mutter nach Grodno über, wo Eliza Orzeszkowa zunächst von Hauslehrern nach den damals von der höheren Gesellschaft geforderten Ansprüchen unterrichtet und französischsprachig erzogen wurde. Ihre Erziehung wurde durch eine 5-jährige Kloster-Internatsschule in Warschau abgeschlossen. Nachdem sie diese absolviert hatte, heiratete Orzeszkowa im 17. Lebensjahr den 18 Jahre älteren Gutsbesitzer Piotr Orzeszko und trat, als ihr Gatte infolge des Aufstandes von 1863 nach Sibirien verbannt wurde, mit einer Reihe sozialer Tendenzromane im Stile und im Geiste der George Sand hervor, die vor allem die Unterdrückung intellektueller Frauen durch verständnislose Männer zum Thema haben. Inwieweit darin Erfahrungen aus eigener Ehe verarbeitet wurden, kann nicht rekonstruiert werden, da Orzeszkowa nie über ihre eigene Ehe schrieb.
Ein erster kleiner Erfolg wurde ihrem Roman Marta (1870, deutsche Ausgabe unter dem gleichen Titel von 1988) zuteil, der die zunächst glückliche Ehe einer jungen aus wohlhabenden Kreisen stammenden Frau und deren anschließenden Leidensweg, als sie durch den Tod ihres Gatten und den Verlust ihres Besitzes gezwungen wird, allein ihren und den Lebensunterhalt ihres Kindes zu verdienen – in einer Zeit, in der selbstständige Erwerbstätigkeit von Frauen gegen alle gesellschaftlichen Normen verstieß. Da es ihr gelingt, den Lebensunterhalt zu bestreiten, wird sie des Diebstahls bezichtigt, was, zusammen mit weiteren Vorwürfen und Eingriffen, sie schließlich in den Tod treibt.
Erst der Roman Eli Makower (1874), ein in die Tiefen der polnisch-jüdischen Beziehungen dringender, auch in künstlerischer Hinsicht gelungener Roman, trug der Verfasserin allgemeine Anerkennung ein. Der Roman wurde in seiner Bedeutung Nikolaj Gogols Die Toten Seelen gleichgestellt. Der Roman schildert verschiedene Typen von Landadeligen, von Weltmännern zu normalen Verschwendern bis hin zu verarmten, denen ein Vertreter einer deutschen Firma unter Vermittlung des jüdischen Finanzspekulanten Eli Markower. Diesen Aufkaufbemühungen stellt sich nur ein Landadeliger entgegen, der sich am Ende auch mit der Titelfigur gegen die deutsche Firma verbündet.
Der zweite Roman, der sich der letztendlichen religiösen Aussöhnung von Katholiken und Juden widmet, erschien Meir Ezofowicz (Warschau 1878; 1. deutsche Übersetzung Dresden 1885, 2. Übersetzung unter dem Titel Licht in der Finsternis in den 1910er Jahren) und steigerte die Bekannt- wie Beliebtheit der Autorin in Polen. In diesem Werk wird der Kampf zwischen (jüdischer) Orthodoxie und religiösem Freiheitsdrang in einer originellen Art und mit konfessionslosem Radikalismus geschildert. Jüdisches Leben und das Problem der Auseinandersetzungen von Katholiken und Juden betrachtete Orzeszkowa auch in historischer Perspektive in ihrem 1866 erschienenen Roman Mirtala (deutsche Übersetzung im 2. Jahrgang der Deutschen Romanbibliothek, Deutsche Verlags-Anstalt Stuttgart 1889/90).
1884 veröffentlichte sie einen Roman über eine bunte Galerie von Entwurzelten, so auch ungefähr der polnische Name des Romans (Original Pierwotni), zu denen eine bigotte Katholikin ebenso gehört wie Aristokraten, die an Höfen der Besatzungsmächte eine Beamtenkarriere zu erlangen suchen oder ein nihilistischer Student.
Neben den von ihr selbst erfahrenen Kreisen widmet sich Orzeszkowa ab 1880 auch verstärkt dem bäuerlichen Leben zu, das sie jedoch nicht aus eigenen Erfahrungen kennt. Sie unternimmt damit gleichzeitig Ausflüge in die Kriminalliteratur, da sie auch reale Kriminalfälle in diesem Milieu verarbeitet. Bekannt, auch im deutschen Sprachkreis, wurden hier der Roman Die Hexe (1884; deutsche Übersetzung 1954) über das Schicksal der Bauernfamilie Dziurdzi (so auch der polnische Titel Dziurdziowe) sowie vor allem Der Njemenfischer (1887, polnischer Originaltitel Cham; deutsche Übersetzung 1951) über die unglückliche Ehe eines gutherzigen Dorffischers mit einer Dorfschönheit.
Den Höhepunkt ihres Schaffens bildete zweifellos der groß angelegte Roman Am Njemen (polnischer Titel Nad Niemniem) über das Leben des Landadels und dessen Konflikte mit dem Hochadel in Litauen, der in seiner realistischen Schilderung und seinem Echo mit Mickiewiczs Herrn Thadäus (Pan Tadeusz) verglichen wurde.
Beifall fanden auch ihre Novellen (Z różnych sfer, Warschau 1879, 2 Bände). 1895 trat sie mit zwei Erzählzyklen über innerlich zerrüttete Menschen hervor, die unter dem Titel Melancholiker (1896, polnischer Titel Melancholicy).
Unter ihren Werken sind noch hervorzuheben: Herr Graba (deutsch, Berlin 1888), Verlorne Seelen (deutsch, Breslau 1887), Cnotliwi, Marta und Die Familie Berliwicz. In dem Buch Patryotysm i Kosmopolitysm (Warschau 1880) betrat die Dichterin das Gebiet politisch-sozialer Studien. Ihr „Brief an die deutschen Frauen“ von 1900 gilt als Meilenstein der polnischen Frauengeschichte.
1905 wurde Orzeszkowa für den Nobelpreis für Literatur nominiert, die Auszeichnung ging aber an ihren Landsmann Henryk Sienkiewicz.

## Werke (Auswahl)
- A ... B ... C ... und andere Novellen. Übers. v. Kurt Harrer ; Hedwig Loppe. Ill.: Martha Treuchel. In: Kleine deutsch-polnische Reihe. Band 5. Verl. Blick nach Polen, Berlin 1952. (Enth. noch: Ein Ferienerlebnis. [u.] Die Weste. Von Boleslaw Prus) (Status nach VGG: vergriffen)
- Der Australier : Roman. A. Hartleben’s Verlag, Wien; Pest; Leipzig 1880, S. 192. (Australczyk : powieść)  Nur-Text-Ausgabe im Projekt Gutenberg
- Die Blumenhochzeit : ein Märchen. In: Insel-Taschenbuch. Band 2397. Insel-Verl, Frankfurt am Main ; Leipzig 2000, S. 66.
- Der Dorfhausierer : Erzählung. Die Übertr. ins Deutsche bes. Malwine Blumberg. Minden, Dresden ; Leipzig 1920, S. 66. (Status nach VGG: vergriffen) DNB Leipzig
- Eine Furie. Roman. Autor. Übers. von Stefania Goldenring. In: Hölzer's Wiener Roman-Bibliothek. Band 1. Hölzer, Wien. (ÖNB Wien)
- Herr Graba : Roman. Autorisierte Uebersetzung von Malwina Blumberg (3 Bände). Emil Dominik, Verlag für Kunst und Literatur, Berlin ; Eisenach ; Leipzig 1905.
- Die Hexe. Ins Dt. übertr. von Gustav Rahn. Paul List, Leipzig 1954. (auch Berlin : Verlag Neues Leben 1977) (Dziurdziowie)
- Die Hexe : Roman / Eliza Orzeszkowa. Aus d. Poln. von Gustav Rahn. Mit e. Nachw. von Anna Popko-Wandelt. Ullstein, Frankfurt/M ; Berlin ; Wien 1982, S. 206.
- Die Hochwohlgeborenen. Aus d. Poln. übertr. von Albert Klöckner. In: Roman für Alle. Band 159. Verlag der Nation, Berlin (1965/1978). (Bene nati) (Status nach VGG: vergriffen)
- In der Spinnstube & Der wilde Tom : Kriminalerzählungen. Deutsch von Walerya Marrene (=Walerya Morzkowski). In: Hölzer's Wiener Roman-Bibliothek. Band 62. Hölzer, Wien (ÖNB Wien).
- Die Kinder der Gaukelschwertverschlucker : Fragment. Hrsg.: Friedrich Rückert. zweisprachige Ausgabe Deutsch-Polnisch. Literatur-Agentur Danowski, Zürich 2013, S. 26.
- Licht in der Finsternis : Ein Judenroman aus Polen. Deutsch von Aleksander von Guttry (1887–1955). 2. Auflage. Georg Müller, München ; Berlin 1916, S. 334. (Meir Ezofowicz) (auch Verlag der Nation Berlin 1951) Digitalisat UB Michigan
- Marta : Roman. Aus d. Poln. von Peter Ball. Mit e. Nachw. von Ruth E. Müller. Ullstein, Frankfurt/M ; Berlin 1988, S. 275. University of Wisconsin, Israelische Nationalbibliothek
- Meier Ezofowicz : Erzählg aus d. Leben der Juden. Aus d. Poln. v. Leonhard Brixen. Illustr. v. M. Andriolli. Heinrich Minden, Dresden u. a. 1885, S. 266. (Meir Ezofowicz) Digitalisat UB Princeton
- Mirtala : Roman aus dem ersten Jahrhundert nach Christus. autorisierte Übersetzung v. Malwina Blumberg. In: Deutsche Romanbibliothek (Salon-Ausgabe). 2. Jg. Dt. Verlags-Anstalt, Stuttgart 1890, S. 316. Digitalisat Israelische Nationalbibliothek; Digitalisat UB Wisconsin
  - russische Übersetzung St. Petersburg 1888 Digitalisat UB Michigan
- Der Njemenfischer. Übers. aus dem Poln. von Curt Poralla. In: Roman für alle. Band 144. Verlag der Nation, Berlin 1951, S. 243. (Cham) (Status nach VGG: vergriffen)   (2. Aufl. 1963 Unter Verwendung älterer Übers. ins Dt. übertr. von Albert Klöckner)
- Punkt 6: Ein Brief Joseph Berlingers, Phantasien über die Kunst II. Hrsg.: Wilhelm Heinrich Wackenroder. zweisprachige Ausgabe Deutsch-Polnisch. Literatur-Agentur Danowski, Zürich 2013, S. 46 (Erstausgabe:  1988).
- Der starke Simson und anderes. Aus dem Polnischen von Flora Landesberger. In: Sammlung Cronbach. Band 9. Siegfried Cronbach, Berlin 1903, S. 151. Digitalisat SBB Berlin
- Stolze Seelen + <<Die>> böse Sieben. In: Hausschatz-Bibliothek. Friedrich Pustet, Regensburg 1903, S. 233 + 192.
- Die Tugendhaften : Erzählung / von Elise von Orzeszko. Deutsch von Emilja Bett. Mit Illustrationen von A. Lewin. In: Kürschners Bücherschatz. Band 474. Hillger, Berlin ; Eisenach ; Leipzig 1905.
- Eine unmögliche Person. In: Karin Wolff (Hrsg.): Beim ersten Stern der Nacht. Weihnachtliche Erzählungen aus Polen. Evangelische Verlagsanstalt, Berlin 1976.
- Der Verehrer der Macht (2 Bände). In: Kürschners Bücherschatz. Band 257/258. Hilger, Berlin ; Eisenach ; Leipzig 1901, S. 66. (Status nach VGG: Prüfung ausstehend)
- Verlorene Seelen : Novellen. Autorisierte Übersetzung von Alexandra Erlich. Schlesische Verlags-Anstalt, Breslau 1887, S. 283.